# Мухаммед: последний пророк
«Мухаммед: последний пророк» (араб. محمد: خاتم الأنبياء‎, англ. Muhammad: The Last Prophet) — мультфильм о жизни пророка Мухаммеда, основателя исламского вероучения. Мультипликационный фильм снимался саудовской компанией «Аль-Бадр» на одной из студий Голливуда в Калифорнии. Производством мультфильма руководила компания RichCrest Media, а также лично «ветеран» компании Disney, мультипликатор Ричард Рич.

## Сюжет
Действие ленты относится к VII веку, то есть тому времени, когда жил пророк Мухаммед. В фильме описывается жизнь и рассказывается как Мухаммед был пророком, борьба с неверующими Мекки. Однако его самого не видно — согласно исламу, запрещено визуальное представление пророков.
Мультфильм показывает годы, в которых Мухаммад активно занимает роль как пророка ислама, начинающейся с первых лет в Мекке, в которой мусульмане преследовались, массовое бегство в Медину и заканчивающийся торжественным возвращением мусульман в Мекку. Многие переломные события, такие как битва при Бадре и битва при Ухуде, отражены.

## Озвучивание ролей
| Актёр             | Роль       |
| ----------------- | ---------- |
| Николас Кади      | Абу Суфьян |
| Ричард Эпкар      | Абу Джал   |
| Eli Allem         | Абу Талиб  |
| David Llewellyn   | Абу Лахаб  |
| C.S. Berkley      | Хамза      |
| Brian Nissen      | Малик      |
| Jerome Dixon      | Билял      |
| Donal O' Sullivan | Умайя      |

## Интересные факты
Мультипликационный фильм «Мухаммед: Последний Пророк» был первоначально запланирован к выпуску в США в начале 2002 года, но после терактов 11 сентября 2001 года фильм был отложен в США из-за широко распространённой враждебности по отношению к мусульманам — а ведь фильм был создан для понимания ислама как толерантной религии

## Дополнительная информация
- Первый проект сценария фильма был направлен в университет Аль-Азхар в Каире, до начала производства. Фильм был утвержден 16 октября 2002 года в Центре исламских исследований при университете Аль-Азхар. Фильм был также одобрен шиитским советом Ливана. В Северной Америке производители фильма сформировали консалтинговую команду, которая включала таких ученых, как доктор Халид Абу Эль-Фадль (UCLA), г-жа Firdosi Wharton-Али (UCLA), д-р Джон Л. Эспозито (Georgetown) и д-р Джон С. Фолля (Georgetown).